# آشوت شایبون
آشوت شایبون (ارمنی: Աշոտ Շայբոն؛ انگلیسی: Ašot Šaybon؛ زادهٔ ۲۶ ژانویهٔ ۱۹۰۵ - درگذشته ۱۵ ژانویهٔ ۱۹۸۲) نویسنده، مترجم، نثرنویس، شاعر، نمایش‌نامه‌نویس اهل ارمنستان بود.

## زندگی‌نامه
وی با نام اصلی آشوت گاسپاری گاسپاریان (ارمنی: Աշոտ Գասպարի Գասպարյան) در ۱۹۰۵ در تفلیس به دنیا آمد و از مدرسه نرسیسیان (۱۹۲۴) و مؤسسه سینمایی گراسیموف (۱۹۳۶) فارغ‌التحصیل گشت. بین سال‌های ۱۹۳۶–۱۹۴۱ در آرمن‌فیلم فعالیت می‌کرد. وی در جریان جنگ جهانی دوم در جبهه شرقی خدمت نمود. وی عضو اتحادیه نویسندگان اتحاد شوروی بود. همچنین برندهٔ جوایزی همچون مدال کارگر ممتاز شده است. وی در ۱۹۸۲ در سن ۷۷ سالگی در ایروان درگذشت.

## آثار
- ماهی‌گیران سوان (۱۹۳۶)